# Phức hợp protein

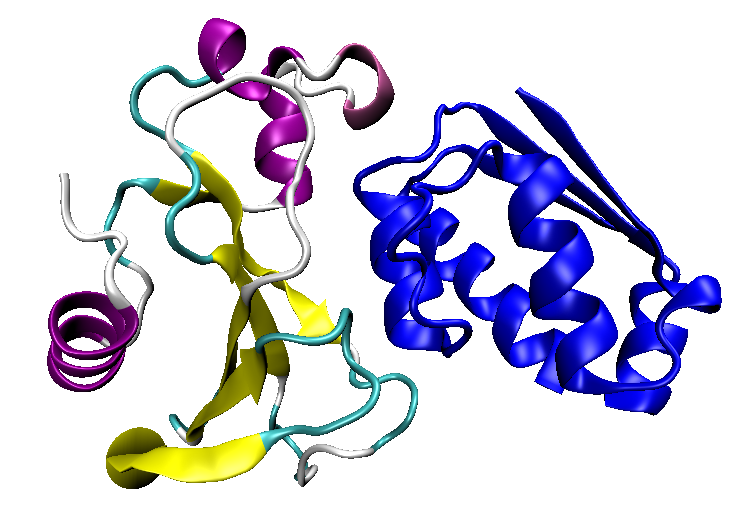
The Bacillus amyloliquefaciens ribonuclease barnase (colored) and its inhibitor barstar (blue) in a complex

Một phức hợp protein hay phức hợp đa protein là một nhóm hai hay nhiều chuỗi polypeptide liên kết lại với nhau. Các chuỗi polypeptide khác nhau có thể có những chức năng khác nhau. Phức hợp protein thì khác biệt với phức hợp đa-enzym ở chỗ có thể tìm thấy nhiều domain xúc tác trong một chuỗi polypeptide đơn nhất.
Các phức hợp protein là một dạng của cấu trúc bậc bốn của protein. Các protein trong một phức hợp protein được liên kết lại bởi các tương tác protein–protein không có xúc tác, và các phức hợp protein khác nhau có mức độ ổn định theo thời gian khác nhau. Những phức hợp này là nền tảng của nhiều (nếu không phải hầu hết) các quá trình sinh học và cùng nhau chúng tạo nên những loại cỗ máy phân tử khác nhau, thực hiện một diện rộng các chức năng sinh học. Tế bào được thấy là cấu tạo từ các phức hợp siêu phân tử modun, mỗi cái trong số đó thực hiện một chức năng sinh học độc lập và riêng rẽ.
Thông qua trạng thái ở gần nhau, tốc độ và sự lựa chọn các tương tác liên kết giữa các phức hợp enzym và chất nền có thể được cải thiện hết sức, dẫn tới hiệu suất tế bào cao hơn. Nhiều kĩ thuật được sử dụng để đập vỡ các tế bào và cô lập các protein thì vốn đã phá vỡ các phức hợp lớn nói trên, vậy nên thường khó để quyết định xem đâu là thành phần của một phức hợp.